# Улица Терешковой (Королёв)
Улица Терешко́вой — улица в старой части города Королёв.

## История
Улица Терешковой получила название в честь первой женщины космонавта Валентины Терешковой. Ранее носила название — улица Молотова.
Застройка улицы началась в 1948 году и продолжается по настоящее время. Улица застроена 4—5-этажными жилыми домами.
В 1950—1980-х годах перед Детским клубом на улице находилась доска почета Калининграда.
Дом № 3 — капитальное здание, построенное специально для клуба в 1927—1929 гг., с 1929 года — клуб орудийного завода № 8 имени М. И. Калинина на 450 мест.

## Трасса
Улица Терешковой начинается от улицы Октябрьская и заканчивается на улице Пионерская.

## Транспорт
Автобусы:
- 2: Улица Академика Легостаева — ст. Подлипки — ст. Болшево — ул. Академика Легостаева)[3]
- 9: Гастроном — ст. Болшево — ЦНИИМАШ[4]
- 28: Улица Академика Легостаева — ст. Болшево — ст. Подлипки — ст. Мытищи[5]
- 31: Лесные Поляны — ст. Болшево — ст. Подлипки[6]
- 392: ул. Силикатная — ст. Болшево — ст. Подлипки — Москва ( ВДНХ)[7]

Маршрутные такси:
- 3: Улица Академика Легостаева — ст. Подлипки
- 4: Улица Академика Легостаева — ст. Болшево — ст. Подлипки — Рынок на Яузе
- 5: Улица Мичурина — ст. Подлипки[8]
- 8: пл. Валентиновка — ст. Болшево — ст. Подлипки
- 13: ст. Подлипки — Лесная школа — ст. Болшево — ст. Подлипки[9]

Движение транспорта одностороннее (в направлении улицы Калинина)

## Примечательные здания и сооружения

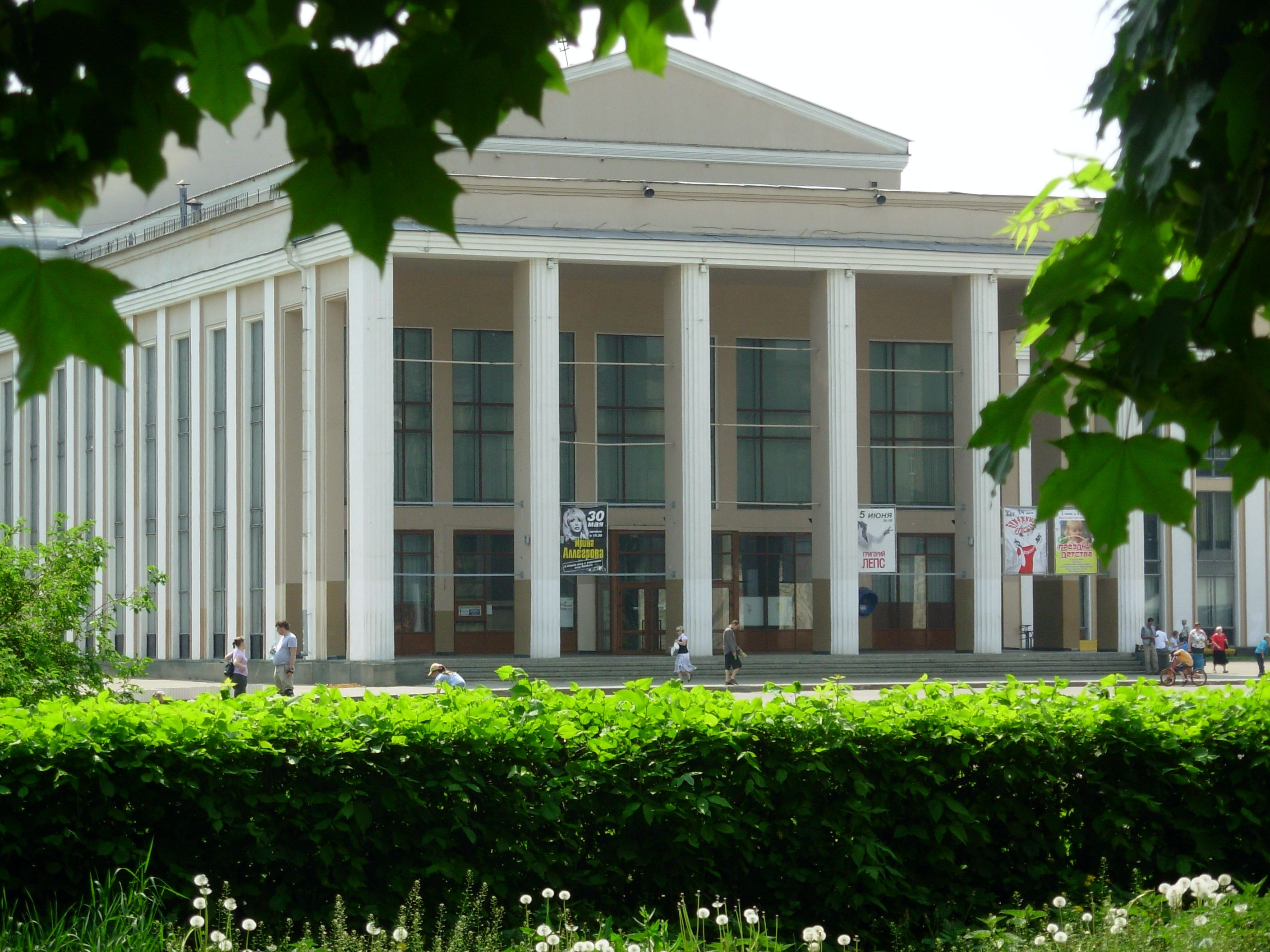
Дворец культуры им. Калинина

- дом 1 — Исторический музей, Дворец культуры им. М. И. Калинина
- дом 3 — Детская хоровая школа «Подлипки» им. Б. А. Толочкова
- дом 7 — Школа № 13
- дом 8 — Прокуратура города Королёва[10]
- дом 12 — Магазин спортивных товаров «Эльбрус»